# Pyŏksŏng-ŭp
Pyŏksŏng-ŭp är en ort i Nordkorea.   Den ligger i provinsen Södra Hwanghae, i den sydvästra delen av landet, 110 km söder om huvudstaden Pyongyang. Pyŏksŏng-ŭp ligger 12 meter över havet och antalet invånare är 12 937.
Terrängen runt Pyŏksŏng-ŭp är varierad. En vik av havet är nära Pyŏksŏng-ŭp åt sydost. Runt Pyŏksŏng-ŭp är det ganska tätbefolkat, med 192 invånare per kvadratkilometer. Närmaste större samhälle är Haeju, 13,8 km öster om Pyŏksŏng-ŭp. Trakten runt Pyŏksŏng-ŭp består till största delen av jordbruksmark.